# FK ŠVS Bradlan Brezová pod Bradlom
FK ŠVS Bradlan Brezová pod Bradlom là một câu lạc bộ bóng đá Slovakia, đến từ thị trấn Brezová pod Bradlom. Câu lạc bộ được thành lập năm 2001.